# Рефіл Бйорнссон
Рефіл Бйорнссон (*Refil Björnsson д/н — до 810) — легендарний конунґ Свеаланда у 796/805—810 роках.

## Життєпис
Походив з династії Мунсю. Син відомого конунґа Бйорна Залізнобокого. Після смерті останнього разом з братом Еріком обійняв трон конунґа. Про Рефіла повідомляє «Сага про Гервер» і Тула про імена.
Стосовно діяльності Рефіла відомо замало. Ймовірно незабаром очолив частину вояків, з якими усе своє правління провів у морських походах, тому дістав прізвисько «король моря». За іншою версією, з самого початку домовився з братом — той панує на суходолі, Рефіл — у морі. Є окремі свідчення про звитяжні походи Рефіла Бйорнссона. Напевне, ходив до балтійських берегів і Ґардарікі. Помер до смерті свого брата Еріка, що сталося між 810 і 815 роками.

## Родина
- Ерік, король у 810—829 роках